# Rezolucija Vijeća sigurnosti UN-a 827
Rezolucijom Vijeća sigurnosti UN-a 827, jednoglasno usvojenom 25. svibnja 1993., nakon reafirmacije Rezolucije 713 (1991.) i svih kasnijih rezolucija na temu bivše Jugoslavije, odobreno je izvješće S/25704 glavnog tajnika Boutrosa Boutros-Ghalija, sa Statutom Međunarodnog suda kao aneks, kojim se uspostavlja Međunarodni kazneni Tribunal za bivšu Jugoslaviju (ICTY).
Izražavajući zabrinutost zbog kršenja međunarodnog humanitarnog prava u bivšoj Jugoslaviji, a posebno u Bosni i Hercegovini, uključujući masovna ubojstva, sustavno zatočenje i silovanje žena i etničko čišćenje, rezolucija je utvrdila da situacija i dalje predstavlja prijetnju međunarodnom miru i sigurnosti, nadalje najavljujući svoju namjeru da stane na kraj takvim zločinima i donese pravdu žrtvama. Vijeće je odlučilo da će se uspostava tribunala i kazneni progon odgovornih osoba baviti takvim kršenjima, potvrđujući svoju odluku iz Rezolucije 808 (1993).
Djelujući prema Poglavlju VII Povelje Ujedinjenih naroda, Vijeće je osnovalo Međunarodni kazneni sud za bivšu Jugoslaviju za zločine počinjene na teritoriju bivše Jugoslavije između 1. siječnja 1991. i datuma koji će Vijeće odrediti nakon ponovne uspostave mira u regiji. Do imenovanja tužitelja dokaze će nastaviti prikupljati Komisija stručnjaka uspostavljena Rezolucijom 780 (1992).
Vijeće je potom zatražilo od glavnog tajnika da sucima suda dostavi prijedloge primljene od zemalja u vezi s pravilima postupka i dokazima predviđenim člankom 15. Statuta Međunarodnog suda. Također je odlučeno da će sve države članice surađivati s ICTY-em i njegovim organima u skladu sa Statutom Međunarodnog suda. U isto vrijeme, države, međunarodne i nevladine organizacije su pozvane na doprinose tribunalu.
U rezoluciji je odlučeno da određivanje sjedišta Međunarodnog suda ovisi o sklapanju odgovarajućih dogovora između Ujedinjenih naroda i Nizozemske, uz napomenu da on može zasjedati i drugdje ako se smatra potrebnim, te da rad suda neće utjecati na pravo žrtava na obeštećenje. Naposljetku, zatražio je da Butros Butros-Gali odmah provede trenutnu rezoluciju i poduzme mjere za učinkovito funkcioniranje suda.

## Vanjske poveznice
| Wikizvor | Engleski Wikizvor ima izvorni tekst na temu: United Nations Security Council Resolution 827 |

- (engl.) Text of the Resolution at undocs.org